# Бланице (приток Отавы)
Бланице (чеш. Blanice) — река в Центральной Европе, протекает по территории Чехии, впадает в реку Отаву.

## Этимология
Название реки происходит от старинного чешского слова чеш. «blan», что означает «луг, луговина», т.е оно описывает характер местности, по которой течёт река. Реку иногда называют Воднянской Бланице (Vodňanská Blanice), чтобы отличать её от одноимённого притока Сазавы.

## Характеристики

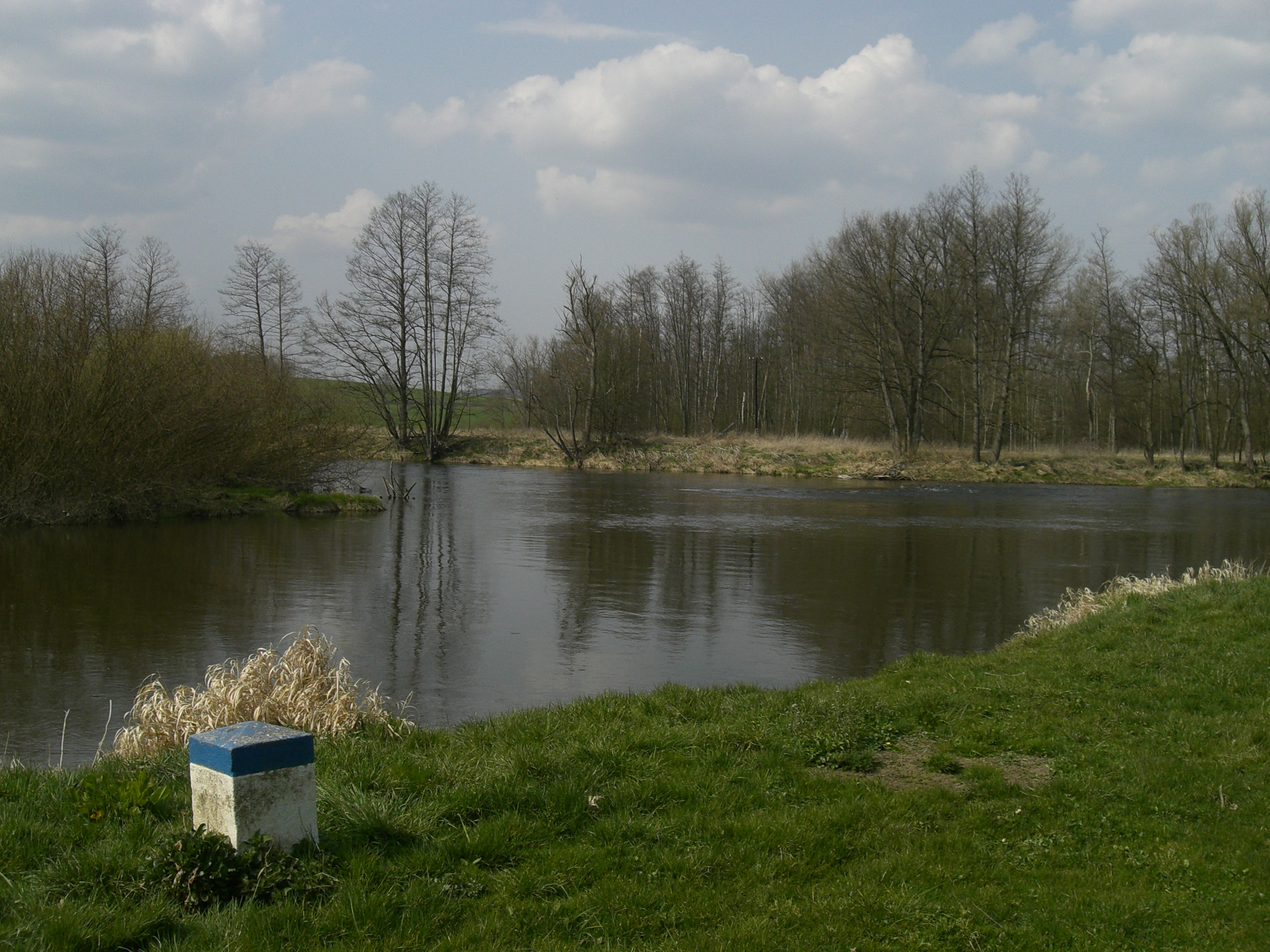
Место слияния рек Бланице (на первом плане) и Отавы

Длина реки составляет 93,3 км, площадь водосборного бассейна 860,5 км², средний расход воды 4,65 м³/с. Высота устья над уровнем моря — 362 м.

## Притоки
Самые длинные притоки Бланице:
| Приток                                 | Длина (км) | Км реки | Сторона |
| -------------------------------------- | ---------- | ------- | ------- |
| Ручей Златый (Zlatý potok)             | 36,7       | 41,0    | правый  |
| Ручей Радомилицкий (Radomilický potok) | 21,3       | 19,4    | правый  |
| Ручей Либотынский (Libotyňský potok)   | 14,8       | 45,8    | левый   |
| Ручей Дубский (Dubský potok)           | 13,7       | 45,1    | левый   |
| Ручей Живный (Živný potok)             | 13,6       | 52,2    | правый  |
| Ручей Циканский (Cikánský potok)       | 13,3       | 65,8    | левый   |